# 坎布里亞 (加利福尼亞州)
坎布里亞（英語：Cambria）是位於美國加利福尼亞州聖路易斯-奧比斯保縣的一個人口普查指定地區。

## 地理
坎布里亞的座標為35°33′15″N 121°05′15″W / 35.55417°N 121.08750°W，而該地最高點為海拔高度13米（即43英尺）。

## 人口
根據2010年美國人口普查的數據，坎布里亞的面積為22.037平方千米，當中陸地面積為22.037平方千米，而水域面積為0.000平方千米。當地共有人口6032人，而人口密度為每平方千米273人。